# Easton (Illinois)
Easton es una villa ubicada en el condado de Mason en el estado estadounidense de Illinois. En el Censo de 2010 tenía una población de 321 habitantes y una densidad poblacional de 516,41 personas por km².

## Geografía
Easton se encuentra ubicada en las coordenadas 40°13′56″N 89°50′30″O / 40.23222, -89.84167. Según la Oficina del Censo de los Estados Unidos, Easton tiene una superficie total de 0.62 km², de la cual 0.62 km² corresponden a tierra firme y (0%) 0 km² es agua.

## Demografía
Según el censo de 2010, había 321 personas residiendo en Easton. La densidad de población era de 516,41 hab./km². De los 321 habitantes, Easton estaba compuesto por el 98.44% blancos, el 1.25% eran afroamericanos, el 0% eran amerindios, el 0% eran asiáticos, el 0% eran isleños del Pacífico, el 0% eran de otras razas y el 0.31% pertenecían a dos o más razas. Del total de la población el 1.56% eran hispanos o latinos de cualquier raza.